# Elijah Fenton
Pour les articles homonymes, voir Fenton.
Elijah Fenton, né le 25 mai 1683 à Shelton (Staffordshire, Angleterre) et décédé le 16 juillet 1730, biographe, traducteur et poète anglais.
Benjamin d'une famille de onze enfants, il fit ses études au Jesus College de l'université de Cambridge.
Fenton était un ami de Richard Boyle, 3e comte de Burlington et 4e comte de Cork. Il fut un temps le secrétaire de Charles Boyle, 4e comte d'Orrery, puis le tuteur du fils de sir William Trumball. Il fut également directeur de la Sevenoaks School, pour laquelle Burlington avait dessiné et fait construire un bâtiment en 1730.